# Contarinia juniperina
Contarinia juniperina är en tvåvingeart som beskrevs av Ephraim Porter Felt 1939. Contarinia juniperina ingår i släktet Contarinia och familjen gallmyggor. Inga underarter finns listade i Catalogue of Life.